# Mikola Azárov
Mykola Yánovych Azárov (en ucraniano: Мико́ла Я́нович Аза́ров; en ruso: Никола́й Я́нович Аза́ров, Nikolái Yánovich Azárov; nacido como Pajlo [Пахло]; Kaluga, 17 de diciembre de 1947) es un político ucraniano que fue primer ministro de su país entre el 11 de marzo de 2010 hasta el 28 de enero de 2014. También ocupó el cargo durante un breve periodo en 2004 y 2005. Asimismo, es presidente del Partido de las Regiones.

## Familia
- Esposa - Liudmyla Mykoláyovna Azárova (nacida en 1946), profesora, trabajadora honoraria de educación de Ucrania. Se casaron cuando eran estudiantes.
  - Hijo - Oleksíy Mykoláyovych Azárov (13.07.1971) - Empresario ucraniano-austriaco, especializado en ingeniería. En 2002-2003, Oleksíy Azárov fue asesor del primer ministro Víktor Yanukóvich. Fundador y director oficial de la empresa austriaca "Sustainable Ukraine gemeinnützige Forschung GmbH" hasta 2012.
  - Nuera - Líliya Eduárdovna Azárova (Fatjúlina, nacida en 1976), editora y empresaria austriaca (en la declaración del hijo de Azárov del 30.07.2012 se presenta como "ama de casa"). Posee una galería de arte en el distrito Parkring de Viena y el 50% de la "Vienna Deluxe Magazine".
    - Nietos: Darius (2002), Aliona (2007) y Nikolái (2010).
- Madre: Ekaterina Pávlovna Azárova. Murió en 2019.

## Títulos y recompensas
Doctor en Ciencias Geológicas y Mineralógicas (1986), Profesor (1991), miembro correspondiente de la Academia Nacional de Ciencias de Ucrania (1997).
Funcionario de 1.er grado, asesor fiscal de 1.er grado, empleado honorario del departamento fiscal.
Ganador del Premio Estatal de Ucrania de Ciencia y Tecnología (2004). Economista de Honor de Ucrania (1997).
Caballero de la Orden del Príncipe Yaroslav el Sabio V grado, orden de "mérito" I, II (1999) y III (1996) grados.
Caballero de la Orden de Honor (Rusia, 17 de diciembre de 2012), Orden de la Amistad (Rusia, 6 de diciembre de 2007).